# کف پا
کف پا سطح کفی بخش زیرین پا گفته می‌شود. این بخش از بدن برای دویدن، جهیدن و پریدن بسیار اهمیت دارد.
انسان‌های در بسیاری از نقاط جهان، به‌ویژه مناطق سردتر برای محافظت از کف پا در برابر اثرات ناخوشایند و زیان‌مند محیط در حین جابجایی، از کفش بهره می‌گیرند. حساسیت کف پا گاه آن را هدف لمس حسی، قلقلک دادن یا تحریک جنسی قرار می‌دهد.
ضرب و شتم کف برهنه پاهای فرد (با شلاق یا فلک کردن) به عنوان روشی سنتی برای تنبیه بدنی و شکنجه افراد استفاده شده‌است.

## ساختار
پا ساختار پیچیده‌ای از ۲۶ استخوان و ۳۳ مفصل لایه‌لایه با یک شبکه درهم‌پیچیده از ۱۲۶ ماهیچه، رباط و عصب دارد. استخوان‌های کف پا (متاتارس) دسته‌های از استخوان‌ها و در هر پا پنج عدد هستند. استخوان‌های کف پا قبل از انگشتان پا قرار دارند.
در پا، جلوتر از استخوان‌های مچ پا، پنج استخوان بلند قرار دارند که به آن‌ها کف‌پایی می‌گویند. جلوتر از استخوان‌های کف پا، انگشتان پا قرار دارند که هر کدام از آن‌ها سه بند دارد (به جز شست پا که دو بند دارد). کف‌پایی‌ها به همراه انگشتان پا، پیش‌پا را تشکیل می‌دهند.
مفاصل بین استخوان‌های مچ پا و کف پا بین سه استخوان میخی و استخوان تاسی با سر پنج استخوان کف پا می‌باشند و از نوع مسطح است و حرکت خطی بسیار جزئی دارد. بین استخوان‌های کف پا (۵ استخوان)، مفصل از نوع مسطح است و حرکت خطی دارد. مفاصل بین استخوان‌های کف پا و بند اول انگشتان از نوع لقمه ای هستند و حول دو محور حرکت دارند. 
قوس‌ها یا کمان‌های کف پا عبارتند از ساختمان‌های استخوانی‌رباطی که در کف پا قرار دارند. انواع کمان‌های کف پا عبارتند از قوس طولی داخلی، قوس طولی خارجی و قوس عرضی.
- ماهیچه‌ها

ماهیچه‌هایی که موجب حرکات مفاصل پا می‌شوند دو دسته‌اند. یکی آن‌ها که در ناحیه ساق قرار دارند و زردپی‌ها آن‌ها از مچ پا عبور کرده و به استخوان‌های پا متصل شده و موجب حرکت آن‌ها می‌شوند. این دسته را ماهیچه‌های بیرونی می‌نامند. دسته دیگر ماهیچه‌های درونی هستند که در داخل خود پا، در کف یا پشت آن قرار دارند.
ماهیچه‌های بیرونی پا از ساق پا شروع می‌شوند مانند ماهیچه درشت‌نئی پسین، ماهیچه دراز خم‌کننده انگشتان پا، ماهیچه دراز خم‌کننده شست پا و ماهیچه نازک‌نئی بلند. ماهیچه‌های درونی پا در دو گروه پشت و کف پایی قرار دارند. نمونه عضلات پشت پایی ماهیچه کوتاه بازکننده انگشتان پا و ماهیچه کوتاه بازکننده شست پا هستند. عضلات کف پایی در چهار لایه قرار دارند مانند ماهیچه کوتاه خم‌کننده انگشتان پا.

## جامعه و فرهنگ
در تایلند، عربستان سعودی و برخی کشورهای مسلمان نشستن به طرزی که کف پا قابل مشاهده باشد یا به فرد دیگر اشاره کند، توهین‌آمیز تلقی می‌شود.